# Centre administratif d'Alajärvi
Le centre administratif d'Alajärvi (en finnois : Alajärven hallintokeskus) est ensemble de bâtiments construits au centre d'Alajärvi en Finlande.

## Présentation
Conçu par Alvar Aalto, le groupe de bâtiment se compose de l'hôtel de ville, du centre médical et de la maison paroissiale.
L'hôtel de ville est construit en 1967. Le bâtiment épouse le terrain de manière que l'extrémité côté salle du conseil soit plus haute que les autres parties du bâtiment. Alvar Aalto a aussi conçu des poignées des portes, des lampes et certains meubles.
Le centre médical a aussi été construit en 1967. Il a un auvent d'entrée soutenu par des piliers. Au rez-de-chaussée se trouvaient les installations de réception et de laboratoire, à l'étage se trouvaient les bureaux des fonctionnaires. En 1982, le bâtiment a été transformé en bureau des services sociaux et des services techniques.
La maison paroissiale est construite en 1970. 
Elle est plus petite que celle des premiers plans d'Aalto. La maison est située du côté ouest de l'église d'Alajärvi, conçue par Carl Ludvig Engel. La salle paroissiale peut accueillir 250 personnes.
Alvar Aalto est né et a grandi près d'Alajärvi et il avait des liens étroits avec la ville pour laquelle il a conçu plusieurs bâtiments,,. 

## Protection
Le Museovirasto à classé le centre administratif parmi les Sites culturels construits d'intérêt national en Finlande.